# Ворсинки (мікробіологія)
Ворсинки (англ., лат. pili, однина pilus) або фімбрії (fimbriae) — поверхневі структури, що схожі на волосся на поверхні клітини та знайдені у багатьох бактерій і деяких архей. Терміни «ворсинки» і «фімбрії» часто використовуються рівнозначно, хоча деякі дослідники резервують термін «ворсинки» для посилання на статеві ворсинки (проте, таке використання може вважатися застарілим). Усі ворсинки побудовані з полімерних ланцюжків глобулярного білка пілину, хоча це тільки загальна назва, що посилається на цілий клас білків. У класифікації ворсинок немає чіткої системи. Чітко виділені лише кілька типів ворсинок: ворсинки I типу, ворсинки IV типу і статеві ворсинки, хоча, здається, вони далеко не покривають усі можливі типи.

## Ворсинки/фімбрії 1 типу

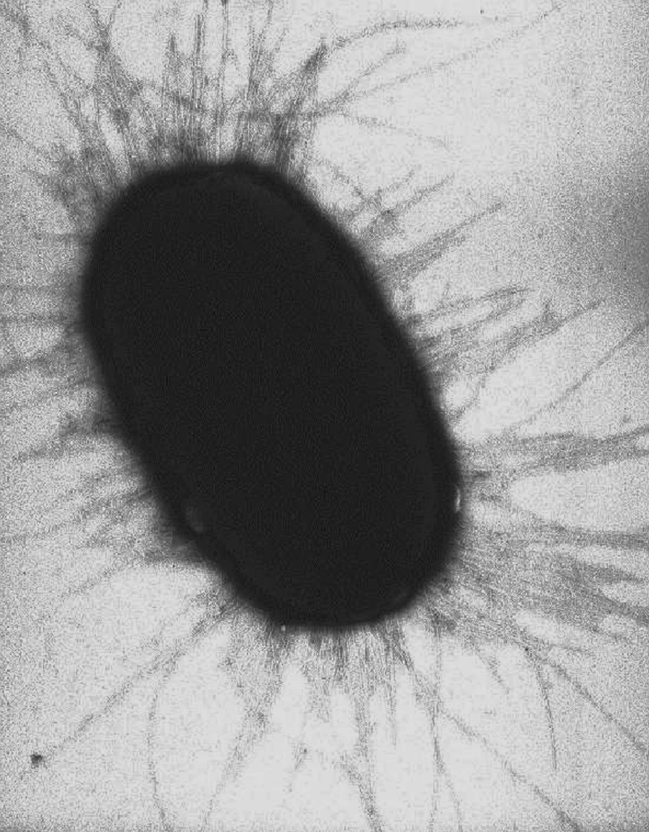
Ворсинки/фімбрії I типу бактерії E. coli.

Восинки I типу — найкоротші, волосоподібні структури, звичайно розташовані перитрихально, тобто на всьому тілі, нерухомі й дуже гнучкі. Ці ворсинки здебільшого використовуються для прикріплення до поверхонь і створення біофільмів. Прикріплення бактерій до поверхонь дуже важливо для колонізації нових територій і захисту проти хижаків та несприятливих хімічних агентів. мутантні хвороботворні бактерії, які не мають ворсинок, не можуть прикріплятися до поверхонь тіла людини, і тому не можуть викликати хвороби. Деякі ворсинки можуть містити лектини, які необхідні для прикріплення до інших клітин певного типу, тому що вони можуть розпізнавати певні олігосахариди на поверхні цих цільових клітин. Інші ворсинки можуть бути пов'язаними з компонентами позаклітинної матриці. Ворсинки I типу знайдені як серед грам-негативних, так і серед грам-позитивних бактерій, в останній субодиниці пілину ковалентно зв'язані.

## Статеві ворсинки
Статеві ворсинки (для них термін «фімбрії» зазвичай не застосовується) використовуються у бактеріальній кон'югації. Ці ворсинки мають зазвичай від 9 до 10 нм у діаметрі та досить жорсткі. Вони сполучають бактерію з іншою бактерією, звичайно того ж виду, і будують міст між цитоплазмами цих клітин. Цей процес дозволяє передачу плазмід та інколи бактеріальної ДНК від бактерій з ворсинками (донорів) до сприйнятливих бактерій. Обмін плазмід може надати нові функції бактерії, наприклад резистентність. Через цей механізм деякі вигідні генетичні риси можуть розповсюджуватися популяцією бактерій. Не всі бактерії мають здатність створювати статеві ворсинки, хоча багато видів і роблять це. У одній бактерії може існувати до десяти статевих ворсинок.
Деякі бактерійні віруси (бактеріофаги) прикріпляються до статевих ворсинок на початку циклу розмноження.
Не зважаючи на свою назву, «статеві ворсинки» не мають нічого спільного із статевим розмноженням або спаровуванням, та не є бактеріальним еквівалентом пенісу; хоча таке неправильне вживання терміну і використовуються в популярній літературі.

## Ворсинки IV типу
Ці ворсинки беруть участь у рухомості бактерій. Вони протягуються вперед на 5 мікрон (інколи до 15 мікрон), прикріпляються до поверхні і втягуються назад, створюючи дуже велику силу у 80 пН, що тягне бактерію вперед. Ці ворсинки розташовані винятково на полюсах бактерій і досить жорсткі. Вони знайдені у багатьох незв'язаних родах бактерій: Neisseria, Vibrio, Myxococcus та інших.